# Copa de la Liga de Egipto 2022
La Copa de la Liga de Egipto 2022 es la segunda aprieta bonito ahhh Johny sims edición del torneo (después de la Copa de la Liga de Egipto de 2000) que reúne a los clubes de la Liga Premier para competir por un campeonato de copa con un sistema de grupos con eliminación directa en una etapa posterior. Se comenzó a disputar entre enero y febrero de 2022 durante el parón de la competición de la Liga Premier por la celebración de la Copa Africana de Naciones 2021. Finalizó el 7 de julio de 2022 con el conjunto Future FC como campeón.

## Sistema de torneo
En las competiciones de la Copa de la Liga participan 18 clubes, concretamente los clubes de la Premier League egipcia. Los clubes se dividen en tres grupos con seis clubes en cada grupo. Cada equipo juega cinco partidos en la fase de grupos. El ganador se clasifica directamente para la semifinales, y el mejor segundo clasificado de los tres grupos se clasifica para las semifinales junto con los líderes del grupo. 

## Clubes
- Al-Ittihad Alexandria
- Ismaily S.C.
- Al-Ahly
- National Bank of Egypt SC
- El Gouna FC
- Zamalec S.C.
- Al-Masry
- El-Mokawloon El-Arab S.C.
- ENPPI Club
- Compañía del Este
- Pyramids F.C.
- Smouha S.C.
- Cerámica Cleopatra F.C.
- Tala'ea El-Gaish S.C.
- Ghazl El-Mehalla
- Pharco FC
- Future FC
- Misr Lel Makkasa Club

## Roles, sorteos y fechas
El sorteo de la Copa de la Liga de Clubes de Egipto, resultó en 3 grupos, en la competición que se disputará por primera vez en ese formato en la historia del fútbol egipcio. 
El torneo comenzó el 12 de enero de 2022 con la participación de los clubes de la Liga Premier (18 clubes). Los grupos fueron los siguientes:
- Grupo 1: Pyramids - Al-Ittihad Alexandria - Compañía del Este - Future - Al-Masry - Lel Makkasa
- Grupo 2: Al-Ahly - Smouha - National Bank - El Gouna - Ismaily - El-Mokawloon
- Grupo 3: Zamalec - Pharco - ENPPI - Ghazl El-Mehalla - Cerámica Cleopatra - Tala'ea El-Gaish

## Fase de grupos

### Grupo 1
| 12 de enero de 2022 | Misr Lel Makkasa Club | 0 - 3 | Al-Masry | Estadio Borg El Arab, Alejandría |  |

| 12 de enero de 2022 | Future FC | 0 - 3 | Compañía del Este | Estadio Petro Sport, El Cairo |  |

| 12 de enero de 2022 | Al-Ittihad Alexandria | 1 - 2 | Pyramids FC | Estadio 30 de Junio, El Cairo |  |

| 16 de enero de 2022 | Pyramids FC | 2 - 1 | Future FC | Estadio Al-Salam, El Cairo |  |

| 16 de enero de 2022 | Al-Masry | 2 - 2 | Al-Ittihad Alexandria | Estadio Borg El Arab, Alejandría |  |

| 16 de enero de 2022 | Compañía del Este | 2 - 1 | Misr Lel Makkasa Club | Estadio de la Academia Militar, El Cairo |  |

| 20 de enero de 2022 | Al-Ittihad Alexandria | 0 - 1 | Compañía del Este | Estadio Petro Sport, El Cairo |  |

| 20 de enero de 2022 | Al-Masry | 0 - 1 | Pyramids FC | Estadio Osman Ahmed Osman, El Cairo |  |

| 20 de enero de 2022 | Misr Lel Makkasa Club | 1 - 0 | Future FC | Estadio Al-Salam, El Cairo |  |

| 26 de enero de 2022 | Future FC | 1 - 2 | Al-Masry | Estadio Borg El Arab, Alejandría |  |

| 26 de enero de 2022 | Misr Lel Makkasa Club | 0 - 0 | Al-Ittihad Alexandria | Estadio de Alejandría, Alejandría |  |

| 26 de enero de 2022 | Pyramids FC | 1 - 1 | Compañía del Este | Estadio Petro Sport, El Cairo |  |

| 30 de enero de 2022 | Compañía del Este | 1 - 2 | Al-Masry | Estadio Borg El Arab, Alejandría |  |

| 30 de enero de 2022 | Misr Lel Makkasa Club | 2 - 0 | Pyramids FC | Estadio 30 de Junio, El Cairo |  |

| 31 de enero de 2022 | Al-Ittihad Alexandria | 1 - 2 | Future FC | Estadio Al-Salam, El Cairo |  |

### Tarjetas rojas y amarillas

#### Alarmas
| - Ahmed Adel Messi - Abdul Ghani Muhammad - Ali Fawzi - Amr Al-Saadawi - Mahmoud Abdel Ati Donga | \| - Ahmed Adel Abdel Moneim - Ahmed Afifi - islam jaber - Islam Abdel Naeem - Ibrahim Al-Qadi \| - Rajab Nabil - Shadi Hussein - Abdul Rahman Magdy - Abdullah Juma - Omar Al-Saeed \| - Muhammad Fakhri - Muhammad Makhlouf - Mahmud Jihad - Moro Salifu \| |                                                                    |
| - Ahmed Adel Abdel Moneim - Ahmed Afifi - islam jaber - Islam Abdel Naeem - Ibrahim Al-Qadi      | - Rajab Nabil - Shadi Hussein - Abdul Rahman Magdy - Abdullah Juma - Omar Al-Saeed | - Muhammad Fakhri - Muhammad Makhlouf - Mahmud Jihad - Moro Salifu |

##### Advertencia
| - Ahmed Bouska - Ahmed Tawfik - Ahmed Zaki - Ahmad Sami - Ahmed Saeed Muhammad - Ahmed Abd al manaem - Ahmed Abdel Mawjoud - Osama Faisal - El Islam es un guerrero. - Amir Obaid | - Ibrahim Hasan - Islam Rushdie - Islam de Jesús - Ahmed Al-Kohi - Ahmed Al-Nadry - Ahmed Ová - Ahmed Aymán Mansour - Ahmed Refaat - Ahmed Sayed Abdel Nabi - Ahmed Adel | - Ahmad Abd-Alkadir - Ahmed Moksha - Ahmed Yasin - Amir Medhat - Ayman Sfaxi - Baher Al-Mohammadi - Benjamín Avoto - Baha Magdy - Jaber Kamel - George Saleh | - Trabajo Mabulolo - Mohamed Hossam - Hassan Magdy - Ramy Sabry - Saad Eddin Samir - Saif Al-Din Hassan - Saif Farouk Jaafar - Asim Salah - Abdul Aziz Musa - Abdullah Bakri | - Abdullah Yassin - Abdullah Bakri - Arafa Al Sayed - Azmi Gouma - Ali Muhammad Ali - Ammar Hamdi - Amr Gamal - Amr Tarek - Amr Marhi - Amr Moussa | - Ghanem Muhammad - Firas Ayfieh - Fahd Juma - Karim Al Iraquí - Karim Tariq - Muhammad Al-Tuni - Muhammad Al-Jabas - Muhammad Ounajem - Muhammad Bassiouni - Muhammad Tawakkul | - Mahoma Hamed - Muhammad Dabash - Mohamed Abdulsalam - Mohammed Abdel-Ghani - Muhammad Abdel Latif Grindo - Muhammad Ali Al-Juwayni - Mohamed Farouk - Mouhammad Majdy - Mohamed Hashim - Mahmoud Al-Jazzar | - Mahmoud Saber Abdel Mohsen - Mahmoud Abdel Halim - Mahmoud Abdel-Aziz - Modi Nasser - Musa Diawara - Hisham Salah - Hisham Muhammad - Walid Al Karti - Yassin Marhi - Yahya Hamed |

#### desalojo
| - Ahmed Afifi - Ahmed Modi - Islam Abdel Naeem - Ihab Samir - Ibrahim Al-Qadi | - Saeed Muhammad Al-Wansh - La espada de Taqa - Ali Fawzi - Mohamed Ibrahim | - Muhammad Reda Bobo - Mahmoud El Sayed - Mahmud Jihad - Moro Salifu |